# Неутралност мреже
Неутралност мреже је принцип да добављачи интернет услуга морају једнако третирати све интернет комуникације, а не дискриминисати или наплаћивати другачије на основу корисника, садржаја, веб-сајта, платформе, апликације, врсте опреме, адресе извора, адресе одредишта или начина комуникације.